# Sân bay quốc tế Cruzeiro do Sul
Sân bay quốc tế Cruzeiro do Sul (IATA: CZS, ICAO: SBCZ) (tiếng Bồ Đào Nha: Aeroporto Internacional de Cruzeiro do Sul) là một sân bay phục vụ Cruzeiro do Sul, một đô thị ở bang Acre thuộc Brasil. Sân bay này có một đường băng dài 2.400 m rải nhựa đường.

## Các hãng hàng không và các tuyến điểm
- Gol Transportes Aéreos (Rio Branco)